# دوقلوها (مجموعه تلویزیونی ۱۳۷۵)
دوقلوها نام یک مجموعهٔ تلویزیونی به کارگردانی هرمز هدایت است که در سال ۱۳۷۵ تولید و از برنامهٔ کودک و نوجوان شبکه ۲ پخش گردید.

## خلاصه داستان
قلقلی، برادر عروسکیِ دوقلویی دارد که بسیار شبیه اوست و این‌دو باهم، ماجراهای خنده داری را به‌وجود می‌آورند.

## بازیگران و عوامل تولید

### بازیگران
- مجید قناد
- شهرام لاسمی
- بیتا فرنگی
- علی رامز
- طناز فتحی
- نسیم ادبی
- علیرضا ناصحی
- نسرین جمالی
- ماندانا اویسی
- محمد روحی
- محمد اعلمی
- غلامحسین بهرامی
- اصغرفریدی ماسوله
- امیر زنگی

### عوامل تولید
- کارگردان: هرمز هدایت
- نویسنده: مجید راستی
- تصویربردار: مرتضی عسکری
- موسیقی: کیوان کیارس
- تهیه‌کننده: مجید قناد، صدیقه موسوی‌زاده
- تعداد قسمت‌ها: ۱۳ قسمت
- مدت زمان: ۳۲۵ دقیقه
- محصول: گروه کودک و نوجوان شبکه ۲
- سال تولید و پخش: ۱۳۷۵